# Artur Sejud
Artur Sejud (ur. 6 lutego 1971 w Nowym Sączu) – polski piłkarz, występujący na pozycji bramkarza, trener.

## Przebieg kariery
Karierę piłkarską rozpoczął w Zawadzie Nowy Sącz. W 1987 został zawodnikiem Sandecji Nowy Sącz i występował w niej do 1992. W sezonie 1991/92 rywalizował w II lidze. W sezonie 1992/93 był zawodnikiem Karpat Krosno.
W 1993 przeszedł do pierwszoligowej Stali Stalowa Wola, stając się jej podstawowym bramkarzem. W sezonie 1994/95 spadł ze Stalą do drugiej ligi. W 1996 odszedł do Petrochemii Płock, grającej potem pod nazwami Petro, Orlen i Wisła Płock. W klubie tym grał do końca 2002, w czego w ekstraklasie w sezonach 1997/98, 1999/2000, 2000/01 i 2002/03.
W latach 2003–2004 był piłkarzem Motoru Lublin, a w 2005 rezerwowym bramkarzem Górnika Łęczna. W latach 2010–2011 krótko występował w Zawadzie Nowy Sącz. Ogółem w polskiej ekstraklasie Sejud rozegrał 112 meczów.
Później został trenerem w piłkarskiej Akademii Sandecja jako prowadzący grupę U-6. W 2019 był trenerem Budowlanych Jazowsko.